# Ruta Estatal de Nevada 854
La Ruta Estatal de Nevada 854, y abreviada SR 854 (en inglés: Nevada State Route 854) es una carretera estatal estadounidense ubicada en el estado de Nevada. La carretera inicia en el Oeste desde la SR 399     en Lovelock hacia el Este en la SR 398     en Lovelock. La carretera tiene una longitud de 6,6 km (4.120 mi).

## Mantenimiento
Al igual que las autopistas interestatales, y las rutas federales y el resto de carreteras estatales, la Ruta Estatal de Nevada 854 es administrada y mantenida por el Departamento de Transporte de Nevada por sus siglas en inglés Nevada DOT.